# Mateusz Łęgowski
Mateusz Łęgowski, né le 29 janvier 2003 à Brodnica en Pologne, est un footballeur international polonais qui évolue au poste de milieu offensif au Servette FC.

## Biographie

### Carrière en club
Né à Brodnica en Pologne, Mateusz Łęgowski commence le football dans le club local du Gol Brodnica avant d'être formé par le Pogoń Szczecin, qu'il rejoint à l'âge de treize ans, en 2016. Le 15 octobre 2018, à 17 ans, il signe son premier contrat professionnel. Le 14 août 2019, il est prêté pour une saison en Espagne, au Valence CF, avant de faire son retour au Pogoń Szczecin. Il fait partie d'une génération de jeunes joueurs prometteurs formés au club et nés en 2003, avec notamment Kacper Kozłowski et Mariusz Fornalczyk, qui remporte le championnat junior de Pologne avec les U18 lors de la saison 2021-2022. Il est intégré à l'équipe première en 2021 par Kosta Runjaić (en).
Łęgowski joue son premier match en professionnel le 21 août 2021, lors d'une rencontre de championnat face au Stal Mielec. Il entre en jeu et son équipe l'emporte par quatre buts à un. Le 4 mars 2022, il est l'auteur de son premier but en professionnel, lors d'une rencontre de championnat contre le Radomiak Radom. Buteur après son entrée en jeu à la place de Mariusz Fornalczyk, il participe ainsi à la victoire de son équipe par quatre buts à zéro,.
Le 17 août 2023, Mateusz Łęgowski rejoint l'Italie afin de s'engager en faveur de l'US Salernitana. Il signe un contrat de trois ans, soit jusqu'en juin 2026, avec une année supplémentaire en option.

### En sélection
Mateusz Łęgowski représente l'équipe de Pologne des moins de 17 ans, jouant son premier match le 31 octobre 2018 contre la France (défaite 1-3 des Polonais). Au total, il joue dix matchs avec cette sélection entre 2018 et 2020.
Il fait également deux apparitions avec les moins de 19 ans, toutes les deux en 2021.
Łęgowski joue son premier match avec l'équipe de Pologne espoirs contre l'Arabie Saoudite, le 26 mars 2021. Il entre en jeu à la place de Kacper Smoliński ce jour-là, et son équipe s'impose largement (7-0 score final).
En septembre 2022, Mateusz Łęgowski est convoqué pour la première fois avec l'équipe nationale de Pologne. Il honore sa première sélection le 22 septembre 2022 face aux Pays-Bas. Il entre en jeu et son équipe s'incline par deux buts à zéro.

## Statistiques
| Saison                | Club                  | Championnat           | Championnat | Championnat | Coupe(s) nationale(s) | Coupe(s) nationale(s) | Compétition(s) continentale(s) | Compétition(s) continentale(s) | Compétition(s) continentale(s) | Total | Total |
| Saison                | Club                  | Division              | M.          | B.          | M.                    | B.                    | Comp.                          | M.                             | B.                             | M.    | B.    |
| 2021-2022             | Pogoń Szczecin        | Ekstraklasa           | 19          | 1           | -                     | -                     | -                              | -                              | -                              | 19    | 1     |
| 2022-2023             | Pogoń Szczecin        | Ekstraklasa           | 26          | 3           | -                     | -                     | C4                             | 1                              | 0                              | 27    | 3     |
| 2023-2024             | Pogoń Szczecin        | Ekstraklasa           | 2           | 0           | -                     | -                     | C4                             | 3                              | 0                              | 5     | 0     |
| Sous-total            | Sous-total            | Sous-total            | 47          | 4           | 0                     | 0                     | -                              | 4                              | 0                              | 51    | 4     |
| 2023-2024             | US Salernitana        | Serie A               | 20          | 0           | 2                     | 0                     | -                              | -                              | -                              | 22    | 0     |
| Total sur la carrière | Total sur la carrière | Total sur la carrière | 66          | 2           | 2                     | 0                     | -                              | 4                              | 0                              | 72    | 2     |